# Drama of Exile
Drama of Exile è il sesto album di Nico pubblicato nel 1981 dall'etichetta Aura Records. L'album venne ri-registrato sempre nel maggio del 1981 e pubblicato nel 1983, in una edizione semi-ufficiale, dall'etichetta francese Invisible Records.

## Tracce
- Tutti i brani sono composti da Nico, tranne dove diversamente indicato.

### Lato A
1. Gengis Khan - 3:52
2. Purple Lips - 4:10
3. One More Chance - 5:38
4. Henry Hudson - 3:54
5. I'm Waiting for the Man (Lou Reed) - 4:13

### Lato B
1. Sixty/Forty - 4:50
2. The Sphinx - 3:30
3. Orly Fight - 3:55
4. Heroes (D. Bowie/B. Eno) - 6:06

## Musicisti
- Nico - voce
- Muhammad Hadi - chitarra, bouzouki, pianoforte, coro
- Philippe Quilichini - basso, percussioni africane, sintetizzatore, chitarra ritmica, coro
- Steve Cordona - batteria
- Davey Payne - sassofono
- Andy Clark - organo, pianoforte, sintetizzatore

## Tracce seconda versione
1. One More Chance - 4:13
2. The Sphinx - 4:00
3. Sãeta - 3:40
4. Gengis Khan - 3:34
5. Heroes - 5:41
6. Henry Hudson - 3:46
7. 60/40 - 4:35
8. Orly Fight - 2:48
9. Vegas - 3:30
10. I'm Waiting for the Man - 4:14

## Musicisti
I musicisti del remake dell'album sono gli stessi, ma senza Davey Payne e con tre musicisti in più:
- J. J. Johnson - percussioni, tromba
- Thierry Matiozek - violino, coro
- Gary Barnacle - sassofono, batteria